# Miss Peregrine's Home for Peculiar Children (pel·lícula)
Miss Peregrine's Home for Peculiar Children és una pel·lícula estatunidenca d'aventures i fantasia dirigida per Tim Burton i escrita per Jane Goldman, basada en la novel·la homònima de Ransom Riggs. És protagonitzada per Eva Green, Asa Butterfield, Ella Purnell, Chris O'Dowd, Allison Janney, Terence Stamp, Kim Dickens, Rupert Everett, Judi Dench i Samuel L. Jackson. A l'estat espanyol es va estrena amb el títol El hogar de Miss Peregrine para niños peculiares .
El rodatge va començar al febrer de 2015, a Londres i a l'àrea de la Badia de Tampa, als Estats Units. Es va estrenar el 30 de setembre de 2016 als Estats Units.

## Argument
Un noi de 16 anys anomenat Jacob Portman, arriba gràcies al seu avi, a una misteriosa illa. Allà, a "La llar de Miss Peregrine per a nens peculiars", ajuda un grup de nens orfes amb diferents habilitats i característiques.

## Repartiment
- Eva Green: Miss Alma Lefay Peregrine
- Asa Butterfield: Jacob Portman
- Samuel L. Jackson: Barron/The Wight
- Ella Purnell: Emma Bloom
- Chris O'Dowd: Franklin Portman
- Allison Janney: Dr. Golan
- Terence Stamp: Abraham Portman
- Kim Dickens: la mare de Jacob
- Rupert Everett: l'ornitòleg
- Judi Dench: Miss Avocet
- Pixie Davies: Bronwyn Buntley
- Geòrgia Pemberton: Fiona Frauenfeld
- Finlay MacMillan: Enoch O'Connor
- Milo Parker: Hugh Apiston
- Lauren McCrostie: Olive
- Raffiella Chapman: Claire Densmore
- Cameron King: Millard Nullings
- Hayden Keeler-Stone: Horace Somusson
- Louis Davison: Victor Buntley
- Thomas i Joseph Odwell: els bessons

## Producció
20th Century Fox va adquirir els drets cinematogràfics de la novel·la La llar de Miss Peregrine per a nens peculiars, de Ransom Riggs, el 17 de maig de 2011. Peter Chernin, Dylan Clark i Jenno Topping, de Chernin Entertainment, s'encarregarien de la producció. El 15 de novembre d'aquell mateix any, Deadline.com va informar que Tim Burton estava en converses per dirigir la pel·lícula i que participaria en l'elecció de l'escriptor que adaptés la novel·la. El 2 de desembre, Jane Goldman va ser contractada per escriure el guió, però Burton encara no havia estat oficialment confirmat.

### Càsting
El 28 de juliol de 2014, Eva Green va ser triada per interpretar a Miss Peregrine. El 24 de setembre, es va informar que Burton volia a Asa Butterfield per al paper principal, però a l'actor encara no li havien ofert el paper. El 5 de novembre, es va publicar que Ella Purnell estava en negociacions finals per unir-se a la pel·lícula i que a Butterfield se li havia ofert el paper protagonista masculí. El 6 de febrer de 2015, es va anunciar que Samuel L. Jackson interpretaria a Barron i que Butterfield havia estat confirmat per al paper principal. El 12 de març de 2015, es va anunciar que Terence Stamp, Chris O'Dowd, Rupert Everett, Kim Dickens i Judi Dench també integrarien l'elenc.

### Rodatge
El començament del rodatge estava programat per l'agost de 2014 a Londres. El 17 de febrer de 2015, Tampa Bay Times va publicar que s'estaven rodant algunes escenes en aquesta ciutat. El rodatge va començar el 24 febrer de 2015 a l'àrea de la badia de Tampa, a Florida. El rodatge es va desenvolupar durant dues setmanes als comtats de Hillsborough i Pinellas. És la segona pel·lícula de Tim Burton que es va rodar a l'àrea de la badia de Tampa, la primera va ser Edward Scissorhands, el 1989. Més tard la filmació es va traslladar a Cornualla i Blackpool, en el Regne Unit, i a Bèlgica.

## Estrena
L'estrena de Miss Peregrine's Home for Peculiar Children estava originalment programada pel 31 de juliol de 2015.> No obstant això, l'agost de 2014, es va retardar al 4 de març de 2016 perquè, com el començament de la producció s'havia fixat per a febrer de 2015, era difícil poder complir amb la data d'estrena inicial. Finalment es va triar el 30 de setembre de 2016.